# Burzec
Burzec – wieś w Polsce położona w województwie lubelskim, w powiecie łukowskim, w gminie Wojcieszków.
| SIMC    | Nazwa    | Rodzaj                          |
| ------- | -------- | ------------------------------- |
| 0695060 | Piaski   | część wsi                       |
| 0695077 | Sachalin | część wsi (zniesiona w 2023 r.) |

Wieś szlachecka położona była w drugiej połowie XVI wieku w ziemi stężyckiej.
W latach 1954–1961 wieś należała i była siedzibą władz gromady Burzec, po jej zniesieniu w gromadzie Wojcieszków. W latach 1975–1998 miejscowość administracyjnie należała do ówczesnego województwa siedleckiego.
Wieś stanowi sołectwo w gminie Wojcieszków. Według Narodowego Spisu Powszechnego z roku 2011 wieś liczyła 704 mieszkańców.
Wierni Kościoła rzymskokatolickiego należą do parafii pod wezwaniem Jezusa Chrystusa Ukrzyżowanego w Szczałbie.
W roku 1818 w Burcu urodził się Jan Hempel – inżynier górnik, naczelnik górnictwa w Królestwie Polskim.
W Potopie, powieści autorstwa Henryka Sienkiewicza, wieś Burzec wymieniona jest w rozdziale jedenastym jako należąca do rodu Skrzetuskich.
Przed II Wojną Światową Burzec należał do rodziny Dmochowskich. W dwudziestoleciu międzywojennym w miejscowym dworze mieszkał z rodziną Stefan Dmochowski, kuzyn Henryka Sienkiewicza i brat Romana Dmochowskiego, właściciela majątku Sarnów. Jego żona, Jadwiga Waydel-Dmochowska, pochodząca z Warszawy tłumaczka i autorka wspomnień, pisała o Burcu w swej wydanej w 1958 roku książce "Dawna Warszawa": 

Wieś Burzec istnieje do dziś, a Sienkiewicz opisał ją tak wiernie, że każdy, kto zawędruje w te strony, może na własne oczy zobaczyć i staw, w którym rzucają się ryby, i drzwi domu, wychodzące na ogród, i fosę, choć już nie wypełnioną wodą, i prastarą lipę, choć pioruny strzaskały jej rozdwojony pień i zniwczyły część rozłożystej jak kopuła korony. A opisał tak wiernie dlatego, że Burzec nie należał, jak tego chciała fantazja pisarza, do Skrzetuskich, lecz do krewnych jego ze strony matki -- Dmochowskich.

oraz

W okresie kiedy mieszkałam w Burcu, był on celem częstych wycieczek. Przyjeżdżali tu dziennikarze, historycy literatury, ale przede wszystkim młodzież szkolna pod kierunkiem nauczycielstwa, zaglądali też często harcerze. Z bliższych stron przychodzili pieszo, z dałszych przyjeżdżali wozami lub na rowerach. Bywali także pojedynczy turyści.

Zachowały się elementy zespołu parkowo-pałacowego. Obecnie na miejscu dworu stoi szkoła podstawowa. Miejsce uwiecznione w powieści upamiętnia m.in. głaz pod lipami w pobliżu szkoły.